# 소메타니 쇼타
소메타니 쇼타(일본어: 染谷 将太, 1992년 9월 3일 ~)는 일본의 배우이다. 도쿄도 고토구 출신이며 소속사는 에비스 액트이다. 2011년, 영화 《두더지》로 베네치아 영화제에서 마르첼로 마스트로야니상을 수상했다.

## 출연 작품

### 드라마
- 2002년 《파트너 시즌 1》
- 2003년 《무사시 MUSASHI》
- 2005년 《M의 비극》
- 2005년 《학생제군!》
- 2007년 《드림 어게인》
- 2008년 《배터리》
- 2008년 《호카벤》
- 2009년 《사랑해 악마: 뱀파이어 보이》
- 2009년 《언덕 위의 구름》 아키야마 요시후루(청년시절) 역
- 2010년 《료마전》 - 야마우치 토요노리 역
- 2010년 《건달군과 안경양》
- 2010년 《아타미의 수사관》
- 2010년 《10년 후에도 너를 사랑해》
- 2010년 《담장 안의 중학교》
- 2011년 《고우~공주들의 전국~》 - 모리 보우마루 역
- 2012년 《오파츠》
- 2013년 《모두! 초능력자야!》
- 2014년 《MOZU Season1 ~때까치 우는 밤~》
- 2014년 《식물남자 베란다》(2014.9)
- 2015년 《속죄의 소나타》(2015.1)

### 영화
- 2002년 《핑퐁》
- 2004년 《데빌맨》
- 2008년 《플레이 플레이 소녀》
- 2010년 《도쿄지마》
- 2011년 《도쿄 공원》
- 2011년 《고독사》
- 2011년 《두더지》
- 2012년 《사다코 3D》
- 2012년 《늑대아이》- 다나베 선생 역(목소리)
- 2012년 《악의 교전》
- 2013년 《스트로베리 나이트》
- 2013년 《뇌남》
- 2013년 《스짱, 마이짱, 사와코상》
- 2013년 《천년의 유락》
- 2013년 《다녀왔어, 재클린》
- 2013년 《메메메의 해파리》
- 2013년 《리얼 완전한 수장룡의 날》
- 2013년 《기요스 회의》- 모리 란마루 역
- 2013년 《영원의 0》
- 2014년 《백설공주 살인사건》
- 2014년 《우드 잡!》- 주연 히라노 유우키 역
- 2014년 《드라이브 인 가모》- 토시 역
- 2014년 《TOKYO TRIBE》(2014.8.30) - 쇼 역
- 2014년 《포도의 눈물》(2014.10.11)
- 2014년 《신이 말하는 대로》(2014.11.15) - 사타케 역
- 2014년 《기생수》- 주연 이즈미 신이치 역
  - PART 1 (2014.11.29)
  - PART 2 (2015.4.25)
- 2014년 《가부키초 러브호텔》 - 타카하시 토루 역
- 2015년 《더 크로니클: 뮤턴트의 반격》
- 2015년 《괴물의 아이》 - 청년 큐타 역
- 2015년 《선생님과 길고양이》 - 코지타 쇼고 역
- 2015년 《댓츠 잇》 - 다이코쿠 사마오 역
- 2015년 《모두가 초능력자》 - 가모가와 요시로 역
- 2015년 《배우로 산다》
- 2017년 《요묘전: 레전드 오브 더 데몬 캣》 - 쿠카이 역
- 2017년 《3월의 라이온》
  - 전편, 후편 (2017.4.22)
- 2017년 《판쵸에 새벽바람을 품게 하여》
- 2018년 《너의 새는 노래할 수 있어》 - 시즈오 역
- 2018년 《울보 숏탄의 기적》
- 2018년 《패럴랠 월드 러브 스토리》
- 2019년 《퍼스트 러브》 - 가세 역
- 2019년 《사무라이 검신》 - 우에스기 히로노시 역
- 2019년 《지구의 끝까지》 - 요시오카 역
- 2020년 《시라이》 - 히데아키 와타나베 역
- 2021년 《용과 주근깨 공주》 - 치카미 신지로 역
- 2022년 《스즈메의 문단속》- 오카베 미노루 역
- 2023년 《괴물 나무꾼》
- 2024년 《위국일기》

### 뮤직 비디오
- 2010년 〈Hello, Again (무카시카라 아루 바쇼)〉 주주
- 2012년 〈굿 럭〉 범프 오브 치킨
- 2012년 〈겨울이 끝나기 전에〉시미즈 쇼타